# بات كلينتون
بات كلينتون (بالإنجليزية: Pat Clinton)‏ مواليد 4 أبريل 1964 في اسكتلندا، هو ملاكم محترف اسكتلندي معتزل كان يصنف ضمن فئة وزن الذبابة. حقق بطولة منظمة الملاكمة العالمية. شارك في دورة الألعاب الأولمبية الصيفية سنة 1984.

## إحصائيات
خاض خلال مسيرته 23 نزالا، فاز في 20 ولم يتعادل وخسر في 3. فاز بالضربة القاضية في 9 نزالا.

## روابط خارجية
- بات كلينتون على موقع بوكس ريك (الإنجليزية) (registration required)
- بات كلينتون على موقع أوليمبيديا (الإنجليزية)